# Ian Pinard
Pour les articles homonymes, voir Pinard.
Ian Pinard est un homme politique dominicais.

## Biographie
Il est ministre des Travaux publics et des Ports dans le gouvernement de Roosevelt Skerrit depuis 2014.